# Stannis Baratheon
Stannis Baratheon es un personaje ficticio de la saga Canción de hielo y fuego del escritor George R. R. Martin. Su primera aparición es en libro Choque de reyes, donde aparece como pretendiente al Trono de Hierro después de la muerte de su hermano mayor Robert Baratheon. Su proclamación recibe escasos apoyos, sin embargo, contará con la ayuda de una misteriosa sacerdotisa llamada Melisandre.
En la adaptación televisiva de HBO, Stannis es interpretado por el actor Stephen Dillane.

## Concepción y diseño
Stannis es representado como el mediano de los tres hermanos Baratheon: Robert, Stannis y Renly. No se tienen muchos datos sobre la personalidad y forma de ser de Stannis, pues los libros no dan muchos detalles y no se poseen capítulos desde su punto de vista. Sin embargo, los personajes describen a Stannis como un hombre hosco, carente totalmente de sentido del humor, con un férreo sentido de la justicia y el deber, además de un experimentado comandante militar.

No hay nada en la tierra que desprenda mayor miedo que un verdadero hombre justo.
Varys hablando acerca de Stannis

Stannis se nos muestra como un hombre que ya desde su niñez sufrió un gran complejo de inferioridad respecto a su hermano Robert, el cual él mismo reconoce que le superaba en todo, por otro lado, su hermano menor Renly era más carismático que él y siempre fue el foco de atención para los demás. Stannis, a diferencia de sus dos hermanos, ni era atractivo ni poseía el carisma para atraer partidarios, pero era competente y leal, lo que no le valió para ganarse el aprecio de su hermano mayor cuando este subió al trono, al contrario, durante toda su vida había menospreciado a su hermano Stannis. Al morir Robert, Stannis asume su papel como su heredero tras proclamar a los hijos de Robert con Cersei Lannister como bastardos, pero tal y como el personaje afirma, no lo hace por ambición, sino porque es su deber.

Ese es Stannis Baratheon, el hombre que luchará hasta el final y algo más.
Tywin Lannister sobre Stannis

## Historia

### Antes de la saga
Stannis Baratheon fue el segundo hijo de Lord Steffon Baratheon, Señor de Bastión de Tormentas, y de Lady Cassana Estermont. Siendo niño, observó como la nave donde iban sus padres se hundía en mitad de una tormenta; a partir de entonces, Stannis afirmó haber perdido la fe en los dioses. Ya entonces se decía que Stannis era serio y adulto.
Cuando estalló la Rebelión de Robert, Robert nombró a Stannis castellano de Bastión de Tormentas. Stannis resistió un asedio de casi un año por parte de la Casa Tyrell que había permanecido leal al Trono de Hierro. Él y su guarnición resistieron en condiciones desesperadas, llegando incluso a comer perros y ratas para sobrevivir. Finalmente un contrabandista llamado Davos Seaworth rompió el bloqueo marítimo de los Tyrell y llevó provisiones al bastión, lo que permitió a Stannis y sus hombres resistir hasta que Eddard Stark puso fin al asedio. Para recompensar a Davos, Stannis le otorgó el título de ser y tierras, pero también le cortó las falanges de la mano izquierda, afirmando que una buena acción no limpiaba una mala y viceversa.

Costaba imaginar algo que pudiese asustar a Stannis Baratheon, que una vez resistió un asedio de un año en Bastión de Tormentas sobreviviendo a base de ratas y cuero de botas mientras los Tyrell se sentaban fuera, con banquetes frente a sus muros.
Eddard Stark

Robert encargó a Stannis que viajara a la fortaleza de Rocadragón, donde se ocultaban los últimos supervivientes de la Casa Targaryen, los hermanos Viserys y Daenerys Targaryen. Para cuando Stannis llegó, los niños ya habían huido a Braavos y Robert culpó a Stannis de su escape, si bien él no podría haber hecho nada por evitarlo. Robert nombró a Stannis como Señor de Rocadragón y a su hermano Renly como Señor de Bastión de Tormentas, algo que Stannis tomó como un insulto, pues él era el legítimo señor de la fortaleza ancestral de la Casa Baratheon. Robert también nombró a Stannis como Consejero Naval dentro de su Consejo Privado.
Al estallar la Rebelión Greyjoy, Stannis fue el encargado de liderar el ataque sobre la isla de Gran Wyk. Por aquella época también contrajo matrimonio con Selyse Florent, pero durante la boda, su hermano Robert desfloró a una de las primas de Selyse en la cama nupcial, lo que Stannis tomó como una ofensa más y consideró que había maldecido su matrimonio. Con su esposa tuvo una hija, Shireen, la cual contrajo la psoriagrís y a punto estuvo de morir durante su niñez, pero todos los demás embarazos terminaron en abortos.
Stannis comenzó a investigar a los hijos de su hermano Robert con la reina Cersei Lannister junto a la Mano del Rey, Jon Arryn. Ambos descubrieron que los hijos de Robert eran en realidad bastardos, pero Lord Arryn murió antes de poder dar a conocer sus sospechas al rey Robert. Tras la muerte de Jon Arryn, y creyendo que había sido asesinado, Stannis huyó a Rocadragón junto a su familia.

### Choque de reyes
Eddard Stark, Mano del Rey de Robert tras la muerte de Jon Arryn, proclama a los hijos de Robert como bastardos y que Stannis es el legítimo heredero, por lo que es arrestado y ejecutado por orden del nuevo rey, Joffrey Baratheon. Por entonces, Stannis comienza a ser influenciado por una sacerdotisa llamada Melisandre, la cual proclama que Stannis es un legendario héroe llamado Azor Ahai renacido. Stannis adopta la Fe de R'hllor lo que causa división entre sus hombres.
Stannis se proclama como Rey de los Siete Reinos y declara como traidores a todos aquellos que no lo hagan, pero apenas consigue al apoyo de unas pocas casas. Stannis parte rumbo a Bastión de Tormentas, donde su hermano Renly es proclamado rey por las casas de las Tierras de Tormentas y el Dominio. Las negociaciones entre Stannis y Renly fracasan y entonces Melisandre da a luz a una sombra con el aspecto de Stannis que mata a Renly. Con Bastión de Tormentas bajo su control, Stannis decide partir rumbo a Desembarco del Rey.
Los hombres de Stannis tratan de tomar la capital, produciéndose la Batalla del Aguasnegras. La flota de Stannis es destruida con fuego valyrio pero él y sus huestes logran desembarcar y asediar las murallas. Cuando parecía que la ciudad iba a caer, las casas Lannister y Tyrell atacan por la retaguardia a Stannis y le derrotan. Este se refugia en Rocadragón, sin hombres ni flota.

### Tormenta de espadas
Stannis ordena quemar a su Mano del Rey, Lord Alester Florent, por traición, y después nombra a Davos Seaworth como su nueva Mano del Rey, al comprobar que se trata de un hombre sincero que le dice la verdad aunque esta sea incómoda.
Melisandre trata de persuadir a Stannis para que sacrifique a Edric Tormenta, el hijo bastardo de Robert que capturaron tras tomar Bastión de Tormentas. Stannis se muestra en desacuerdo, pero acepta que le saquen sangre para realizar un ritual con el que matar a los otros tres reyes: Robb Stark, Balon Greyjoy y Joffrey Baratheon.
Tras recibir una carta enviada por la Guardia de la Noche, Davos insta a Stannis para que acuda al Muro. Llega justo a tiempo para derrotar a los salvajes de Mance Rayder. Stannis se instala en el Muro junto a su esposa Selyse, su hija Shireen y Melisandre. Para ganarse el apoyo del Norte, Stannis le ofrece a Jon Nieve legitimarlo como Stark y nombrarle Señor de Invernalia si a cambio le jura lealtad, pero Jon es nombrado Lord Comandante y decide rechazar su oferta.

Yo estaba tratando de ganar el trono para salvar el reino, cuando debería salvar el reino para ganar el trono.
Stannis Baratheon

### Danza de dragones
Stannis sabe que necesita a los señores del Norte si quiere vencer a los Bolton, de modo que intenta ganarse su lealtad, pero fracasa; la Casa Mormont afirma que no reconocerá a más rey que a un Stark; los Glover también rehúsan; envía a Davos Seaworth a Puerto Blanco para tratar con la Casa Manderly, pero llegan noticias de que estos lo han ejecutado; únicamente la Casa Karstark, liderada ahora por el castellano de Bastión Kar, Arnolf Karstark, le jura lealtad. Sin embargo, Arnolf secretamente se alía con los Bolton para traicionar a Stannis llegado el momento. Por otro lado, Stannis les ofrece a los salvajes unirse a su ejército a cambio de que le juren lealtad, o volver a las tierras más allá del Muro, de ese modo suma el apoyo de un gran número de ellos.
Persuadido por el Lord Comandante Jon Nieve, Stannis parte hacia Bosquespeso y captura el bastión que se hallaba en manos de los Hombres del Hierro, capturando a Asha Greyjoy, su comandante. Tras eso, los Glover, agradecidos, le juran lealtad, de igual manera que los Mormont; también una facción de la Casa Umber, liderada por Mors Umber, decide unirse a él, aunque advierte que no se enfrentará a otros miembros de su misma Casa.
Stannis decide atacar entonces Invernalia, donde se halla Ramsay Nieve, el bastardo legitimado de Roose Bolton. De camino a Invernalia, el ejército de Stannis sufre los estragos del frío y el hambre, pero capturan a Theon Greyjoy, que ha escapado de las garras de los Bolton. Posteriormente, en una carta que Ramsay envía al Lord Comandante Jon Nieve, afirma haber derrotado a Stannis y a sus huestes y que estos murieron en el asedio sobre Invernalia.

## Adaptación televisiva

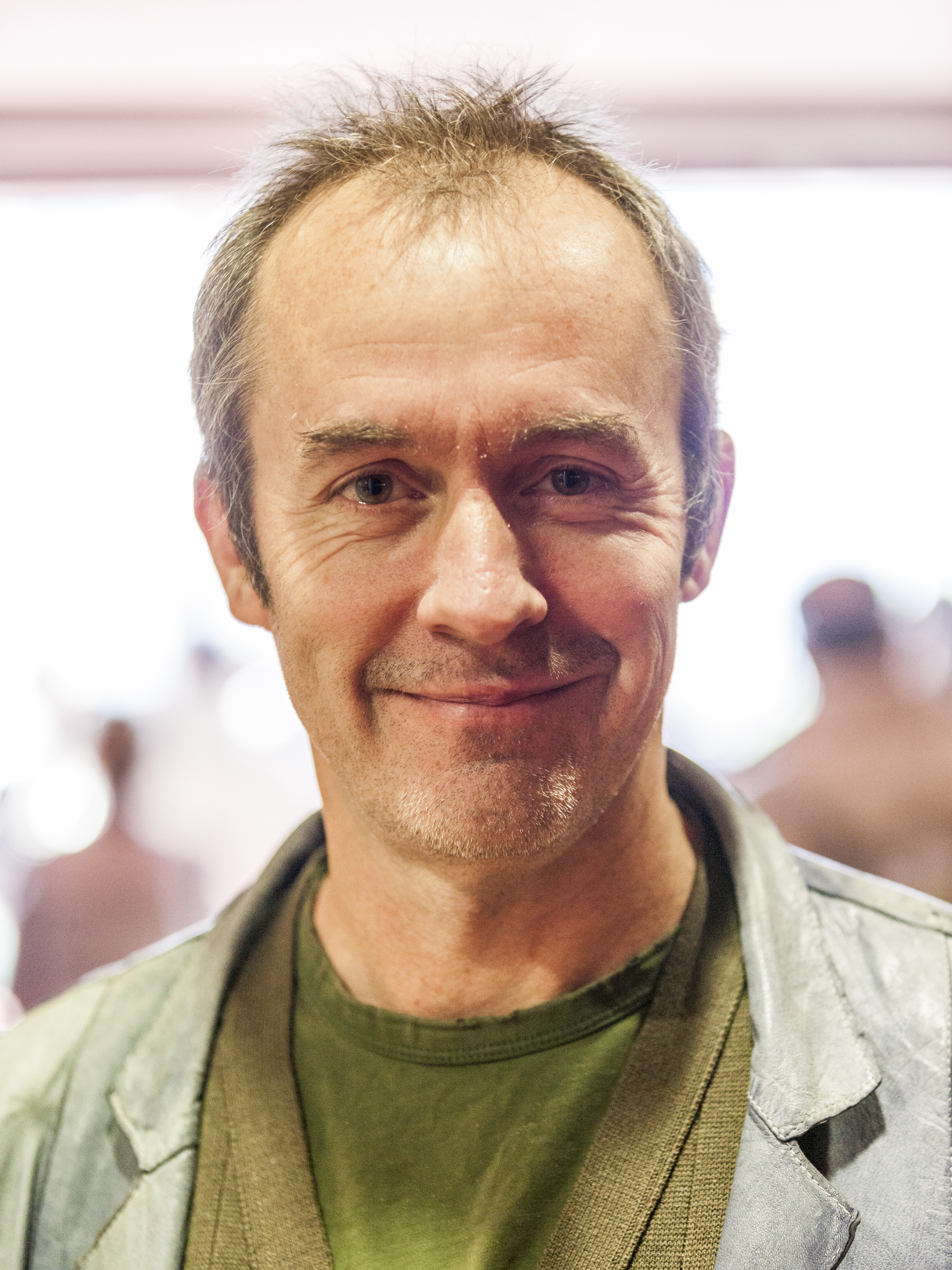
Stephen Dillane interpreta a Stannis Baratheon.

En la adaptación televisiva de la HBO, Juego de tronos, el personaje de Stannis es interpretado por el actor Stephen Dillane, entre la segunda y la quinta temporada.

### Primera temporada
El personaje no hace aparición física en la primera temporada, siendo solo mencionado.
Loras Tyrell (Finn Jones) insta a su amante, Renly Baratheon (Gethin Anthony), para que tome el Trono de Hierro tras la muerte de Robert. Renly afirma que tanto su sobrino Joffrey como Stannis tienen mayor derecho, pero Loras le replica que Stannis posee la «personalidad de una langosta».
Tras la muerte de Robert, Lord Eddard Stark (Sean Bean) planea entregarle el trono a Stannis, rechazando las propuestas de Renly de entregarle el trono a él, y de Petyr Baelish (Aidan Gillen) de emplear a Joffrey como títere. Lord Stark envía una carta a Stannis avisándole de sus intenciones, pero pronto será arrestado y ejecutado por orden del nuevo rey, Joffrey Baratheon (Jack Gleeson).

### Segunda temporada
Stannis es presentado en el primer episodio de la segunda temporada. Se halla en Rocadragón, donde influido por una sacerdotisa llamada Melisandre (Carice van Houten), decide adoptar la Fe del Señor de Luz y renunciar a la Fe de los Siete, lo que genera desconfianza en muchos de sus señores.
Stannis se autoproclama Rey de los Siete Reinos, pero su posición es respaldada por muy pocas Casas. Al mismo tiempo, su hermano Renly se ha autoproclamado rey con el apoyo de la Casa Tyrell, y Robb Stark ha sido proclamado Rey en el Norte. Stannis se niega a pactar con ninguno de ellos, tildándolos de traidores.
Stannis parlamenta con Renly bajo la mediación de Catelyn Stark (Michelle Fairley), pero ninguno acepta renunciar a su pretensión al trono, de modo que el pacto es imposible. Melisandre entonces da a luz a una sombra con la forma de Stannis que asesina a Renly cuando se preparaba para batallar contra su hermano. Tras la muerte de Renly, los señores de las Tierras de Tormentas deciden jurar lealtad a Stannis, aunque no así los Tyrell y sus abanderados, que regresan a Altojardín. Ahora con suficientes fuerzas, Stannis pone rumbo a Desembarco del Rey, dispuesto a tomar control del Trono de Hierro. Está a punto de tomar la capital, pero un ejército Lannister-Tyrell al mando de Tywin Lannister (Charles Dance) lo ataca por retaguardia y lo derrota. Stannis se ve obligado a retirarse sin ejército y con su flota destruida.

### Tercera temporada
Stannis se aísla en Rocadragón y únicamente permite la compañía de Melisandre, ordenando encarcelar a Davos por intentar asesinarla. Ésta planea una nueva estrategia para ayudar a Stannis en su causa, así que secuestra a Gendry (Joe Dempsie), un hijo bastardo del difunto rey Robert, con la intención de sacrificarlo al Dios de Luz. Tras hablar con Davos, Stannis se niega a permitir que Melisandre mate al muchacho, pero sí acepta que le saque sangre para hacer un ritual con el que provocar las muertes de Joffrey Baratheon, Robb Stark y Balon Greyjoy.
Tras enterarse de la muerte de Robb Stark, Stannis decide sacrificar al muchacho, cuando se entera de que Davos Seaworth lo ha ayudado a escapar lejos de Rocadragón. Stannis está a punto de ordenar la ejecución de Davos cuando recibe una carta procedente de la Guardia de la Noche, la cual pide ayuda de forma desesperada para luchar contra los Caminantes Blancos. Melisandre y Davos concuerdan en acudir al Muro, así que Stannis decide partir con Davos a su lado.

### Cuarta temporada
Pese a su disposición de acudir al Muro, Davos le recomienda a Stannis contratar mercenarios para su causa. Stannis no se muestra de acuerdo, pero afirma que aunque lo estuviera, carecen de fondos. Por ello, Stannis y Davos visitan el Banco de Hierro de Braavos, con la intención de que este apoye a Stannis, debido a que el Trono de Hierro había contraído una inmensa deuda con el Banco y Stannis se comprometía a pagarla. En un principio, el Banco rehusó apoyar a Stannis, pero persuadidos por Davos deciden hacerlo.
Mientras se produce la Batalla del Castillo Negro, los salvajes de Mance Rayder (Ciarán Hinds) se hallaban acampados en las proximidades del Muro. Stannis ataca de forma sorpresiva el campamento, derrotando a los salvajes y capturando a Mance.

### Quinta temporada
Stannis se instala en el Muro, desde donde pretende conseguir la lealtad de los salvajes y conseguir el Norte para su causa, que se halla en manos de la Casa Bolton. Sin embargo, Mance se niega a jurarle lealtad, de modo que Stannis ordena quemarlo. Por otro lado, ofrece a Jon Nieve (Kit Harington) legitimarlo como Stark y Señor de Invernalia si a cambio apoya su reclamación; Jon rehúsa, afirmando que es un miembro juramentado de la Guardia de la Noche.
Stannis está decidido a marchar sobre Invernalia antes de que el invierno caiga sobre ellos. Acompañado por su esposa Selyse (Tara Fitzgerald), su hija Shireen (Kerry Ingram), Melisandre y Ser Davos, Stannis marcha con su ejército.
De camino a Invernalia, el mal tiempo comienza a hacer estragos en su ejército. Davos recomienda regresar a Invernalia, pero Stannis se niega pues sabe que mientras dure el invierno estarán inmovilizados, afirmando que lucharán o morirán. Melisandre le dice a Stannis que será necesario un sacrificio de sangre en orden de conseguir un tiempo favorable; ese sacrificio es la propia Shireen. Tras una escaramuza a manos de los Bolton, Stannis finalmente accede a sacrificar a su hija; envía a Davos de vuelta al Muro y después observa con pasividad cómo su hija es atada y quemada viva en la hoguera, mientras su madre trata con impotencia de evitarlo.
En la mañana antes de la batalla, los hombres de Stannis encuentran a Selyse ahorcada en un árbol. Stannis ha perdido a todos sus mercenarios, que han desertado, y a la mayoría de los caballos. Stannis también oye que Melisandre ha dejado el campamento, pero él insiste en marchar para la batalla. 
A las afueras de Invernalia, Stannis se dispone a iniciar el asedio, cuando se percata de que el ejército de los Bolton se dispone a atacarlos. El ejército Bolton, liderado por Ramsay Bolton (Iwan Rheon), es muy superior en número y armamento. Ante su carga de caballería, la mayoría de los hombres de Stannis se retiran en desbandada.
Tras perder la batalla, Stannis queda herido tras enfrentarse a varios soldados de los Bolton, siendo encontrado por Brienne de Tarth (Gwendoline Christie). Brienne lo acusa de asesinar a su hermano Renly; asumiendo su destino, Stannis insta a la joven a proceder con su deber, por lo que Brienne lo mata con su espada, Guardajuramentos.